# Marisol (színművész)
Josefa Flores González (Malága, 1948. február 4. –) , művésznevein Marisol vagy Pepa Flores egy spanyol énekesnő, színésznő, akinek pályafutása az 1960-as években gyerekszínészként kezdődött, majd 1985-ben ért véget, amikor hátat fordított a rivaldafénynek.

## A kezdetek
1948-ban született Malagában, már kisgyerekként is érdeklődött a zene és a flamenco tánc iránt. 1959-ben fedezte fel őt Manuel José Goyanes Martínez filmproducer, miután látta Pepát.

## Pályafutása

### Az első sikerek
A zene és flamenco iránti szeretetére felfigyelt nagyanyja Victoria. Beléptette unokáját egy kórusba a Los joselitos del cante nevű táncegyüttesbe, amely a francoista rendszer pártjának a Falange női tagozatához tartozott. Táncosként szerepelt Pepa a televízió egyik műsorában, amit látott Mari Carmen Goyanes, Manuel Goyanes lánya is. Mari Carmen meggyőzte producer apját,látván Pepa tehetségét hogy ő a színész-énekes akit keres. A producernek sikerült Pepa Flores szüleit is meggyőzni, hogy lányuk színész legyen.
Itt kezdődött Pepa Flores karrierje Marisol művésznéven.
A debütáló filmje az 1960-as Un rayo de luz című film volt, ami köré hatalmas reklámkampány indult: Marisol képével ellátott könyvekkel, babákkal és kártyákkal népszerűsítették a filmet. Minden ez követő filmpremier spanyolországi és latin-amerikai turnéval folytatódott. A Columbia Pictures meg akarta vásárolni magának Marisolt, de Manuel Goyanes elutasított az ajánlatot.

### Énekesként
Marisol énekesi sikereit gyerekszínészként különböző filmek betétdalaival érte el.
Marisol az 1960-as évek elején a Franco-rendszer gyereksztárjává vált: ez Luis Lucia Mingarro rendezőnek is volt köszönhető, aki az Un rayo de luz (1960), Ha llegado un ángel és Tómbola filmekkel hatalmas népszerűségre hozott Marisolnak. A siker nagyban köszönhető volt a filmek füllbemászó betét dalainak: "La vida es una tómbola" ("Az élet egy tombola") – aminek magyar változatát Sárosi Katalin énekelte, "Corre, corre, caballito" ("Gyerünk, gyerünk, paci"), "Bambina", "Ola, Ola, Ola", "Estando contigo" ("Veled lenni"), "Chiquitita" ("Kislány") and "Nueva melodía" ("Új dal"). 1963-ban a Marisol Rumbo a Río című filmben ikreket alakított, aminek hasonló volt a története mint a Hayley Mills által játszott ikerszerep a Szülők csapdában című amerikai filmben. Ebben a filmben olyan dalokat énekelt, mint "Bossanova junto a ti" ("Bossanova közel hozzád"), "Muchachita" ("Kicsi lány"), "¡Oh, Tony!" és "Guajiras" dalok. 
1964-ben Robert Conrad amerikai színésszel együtt szerepelt a La Nueva Cenicienta című filmben, amiből Me conformo című dal vált ismertté. 1965-ben a Cabriola című filmnek lett főszereplője, amiben "Cabriola", "¡Ay, vagabundo!", "Ya no me importas nada" ("Már semmit sem jelentesz nekem") és "Sevillanas" című dalokat énekelte fel. A Búscame esa chica című filmben a Duó Dinamico popduóval együtt szerepelt. Olyan dalok váltak ismertté a filmből, mint a "Mi pequeña estrella" ("Én kis csillagom"), "Typical Spanish" és a "Solo a Ti" dalok, amik életrajzi elemeket is tartalmaztak, utóbbi dalt a Duó Dinamicóval közösen énekelte.
A film és reklámforgatások miatti feszített munkatempó és a hosszú forgatási idők miatt nagyon kevés szabadideje jutott Marisolnak. Olyan rendkívüli stressznek volt kitéve, hogy 15 évesen gyomorfekélyt állapítottak meg nála és műtétre volt szüksége. Már ekkoriban szóbeszéd volt, hogy Marisol ott akarja hagyni a filmipart, amiről 1965-ben egy újságcikkben is írtak.
Később egy interjúban a színművész arról beszélt, hogy gyerekként filmes pályafutása alatt bántalmazás és molesztálás áldozata is volt. Gyakran kapott pofonokat, az is előfordult gyerekként hogy a producerével egy ágyban kellett aludnia, miközben a producere a szeretőjével élt nemi életet ugyanabban az ágyban.

## Filmjei
- 1960: Un rayo de luz
- 1961: Ha llegado un ángel
- 1962: Tómbola
- 1963: Marisol, rumbo a Río
- 1964: La nueva cenicienta
- 1964: La historia de bienvenido
- 1964: Búsqueme a esta chica
- 1965: Cabriola
- 1966: Las cuatras bodas de Marisol
- 1968: Solos los dos
- 1968: Carola de día, Carola de noche
- 1972: La corrupción de Chris Miller
- 1973: La chica del molino rojo
- 1975: El podor del deseo
- 1976: Los días del pasado
- 1981: Bodas de sangre
- 1983: Carmen
- 1985: Caso cerrado

## Magánélete
1969-ben házasodott meg először Carlos Goyanes Perojóval, producerének fiával, akit 1972-ben elhagyott. 1973-ban kapcsolata lett Antonio Gadesszel, akitől három lánya született: María Esteve színésznő, Celia Flores flamenco énekesnő. Perojotól való válása után Marisol már Pepa Flores néven házasodott össze Antonio Gadesszel Kubában 1982-ben, ahol a keresztszülők Fidel Castro és Alicia Alonso voltak. 1986-ban váltak el, Gades 2004-ben hunyt el. Szimpatizált a Spanyol Kommunista Párttal, de Gades halála óta eltávolódott a párttól.
Pepa Flores nyugdíjasként él Malágban, párjával Massimo Stecchinivel 1987 óta.